# 8-ма армія (США)

Організаційно-штатна структура 8-ї армії

8-ма а́рмія США (англ. Eighth United States Army) — військове об'єднання армії США, польова армія Збройних сил США. За станом на 2011 рік — основний військовий компонент сухопутних військ на території Південної Кореї.